# Долорес ЛаШапель
Долорес ЛаШапель (англ. Dolores LaChapelle 4 липня 1926 — 21 січня 2007) — відома сучасна американська екофеміністка, екотеолог, глибинний еколог, альпіністка, автор популярних книг «Мудрість Землі» англ. "Earth wisdom" (1978) і «Священна земля, священна стать: замилування безодні» англ. "Sacred land, sacred sex: rapture of the deep" (1988).
Разом з Ліндою Гребер і Едвіном Бернбаумом Долорес ЛаШапель є великим авторитетом на Заході в галузі священності дикої природи. Працювала в Гірському центрі в Сільвертоні, штат Колорадо.
ЛаШапель глибоко впевнена, що для того, щоб досягти нових і ефективних моделей екологічного мислення, необхідно задіяти «священні ритуали». «Священний ритуал — це те, що дозволяє людям прославляти або викликати в розумі „священне“ — в найширшому сенсі (…). Священний ритуал виводить нас з цього вузького штучного людського світу і відкриває нас для обширного безмежного світу природи (…). Специфічним аспектом людського ритуалу, який неможливий у тварин, є міф».
Долорес ЛаШапель вважає, що жити у "священній " манері — означає жити у злагоді зі «старими навичками», які маються всередині людини і зі «старими звичаями» — тобто довготривалими процесами в природі.
Екофілософ пише:
|  | Деякі люди живлять ілюзію про те, що якщо просто вивести людей на лоно природи, то ті "побачать" красу і відразу зрозуміють важливість природоохорони. Це дурість. Коли першопрохідці прийшли сюди, ця країна (США) була "природною". Індіанці ніколи не руйнували її за тисячі років, які вони її обіймали. Однак білі "боялися" її до того часу, поки не змогли приручити дику природу, зруйнувавши її. Цей європейський страх перед дикою природою, породжений багатовіковим християнським ставленням до дикої природи як обителі диявола, досі існує (...). Цей страх перед дикою природою, ймовірно, пояснює дещо з справжньої "мстивості" політиків, редакторів газет, громадянських активістів та інших слуг суспільства, які рішуче ненавидять дику природу та її захисників. Я виявила, що чим більше людина боїться глибоко заглянути всередину самої себе, тим більше вона боїться дикої природи іззовні. Це вірно як щодо альпінізму, так і спуску по річках. Прорив на внутрішньому рівні відбувається тоді, коли людина за допомогою ритуалу вчиться довіряти природі. |

На думку екофілософа, іноді немає необхідності брати людей на дику природу, дотик до неї як до священного простору може відбутися за допомогою ритуалу.
Автор не згодна з сучасними і дуже поширеними твердженнями, що для того, щоб «врятувати душу» або «бути релігійним», ми повинні звернутися до потойбічних ідей про бога в небі чи до інших вузькоантропоцентричних поглядів. Сама ж дика природа у цьому зв'язку не вважається досить важливою. ЛаШапель наводить у приклад синтоїзм — старовинну і одночасно сучасну релігію японців, коли відзначається божественна сутність природи. На її думку, порятунок полягає у відкритті та ідентифікації природи як священного простору і єднання з нею.
Долорес ЛаШапель, одна з перших у США, створила спеціальний священний ритуал спілкування з Землею і диким життям. Він починається словами: «У Землі є Сила — сила і життя. Але ми сліпі до них, тому що недостатньо спілкуємося з Землею і один з одним. Сьогодні ми збираємося побудувати чаклунське колесо, щоб запросити інші істоти цієї землі на наше зібрання; разом ми можемо почати циркуляцію Сили Землі серед всіх нас присутніх, людей і не-людей». За допомогою ритуалів автор намагається допомогти людям знайти почуття святості природи, поліпшити практику глибинно-екологічного виховання.

## Публікації

### Книги Долорес ЛаШапель
- Deep Powder Snow: Forty Years of Ecstatic Skiing, Avalanches, and Earth Wisdom, Kivakí Press, June 1993, ISBN 1-882308-21-2.[2]
- Tai Chi: Return to Mountain [Архівовано 25 грудня 2013 у Wayback Machine.], Hazard Press, 2002.
- D.H. Lawrence: Future Primitive, University of North Texas Press, April 1996, ISBN 1-57441-007-5.[3]
- Earth Festivals: Seasonal Celebrations for Everyone Young and Old, Finn Hill Arts, 1976, ISBN 0-917270-00-2.[4]
- Earth Wisdom (New Natural Philosophy Series) Guild of Tutors Press, 1978, ISBN 0-89615-003-8.[4]
- First Steps in Faith, Herder and Herder, 1969, ASIN: B0006BYRW0.[5]
- Sacred Land, Sacred Sex: Rapture of the Deep: Concerning Deep Ecology and Celebrating Life, Kivakí Press, 1992, ISBN 1-882308-11-5.[6]

### Статті Долорес ЛаШапель
- Ritual is Essential Art and Ceremony in Sustainable Culture, Spring, 1984, Context Institute.
- Sacred Sex, Sacred Land, and Relationship [Архівовано 17 грудня 2014 у Wayback Machine.], By Dolores LaChapelle. Talking Leaves, Winter 2001. Volume 10, Number 3.

## Про неї
- Борейко В. Е. Введение в природоохранную эстетику / Изд. 2-е, доп. — К.: Киев. эколого-культурный центр, 1999. — 128 с.
- Michael T. Caley, ред. (2008). Tribute edition dedicated to Dolores and Ed LaChapelle. Trumpeter. LightStar. 24 (1). ISSN 0832-6193. Архів оригіналу за 19 вересня 2008. Процитовано 19 травня 2014.

## Ресурси Інтернету
- The LaChapelle Legacy, website [Архівовано 7 лютого 2014 у Wayback Machine.]

## Виноски
1. 1 2 3  La Chapelle D. Sacred land, sacred sex: rapture of the deep. — Silverton, Finn Hill Arts, 1988.
2. ↑  Distaff Dipsy Doodle. Skiing Heritage Journal. International Skiing History Association. 6 (2): 30. Fall 1994. ISSN 1082-2895.
3. ↑  Deval, Bill (1996). Book Review: Future Primitive. Trumpeter. LightStar. 13 (4). ISSN 0832-6193.
4. 1 2  Finding personal harmony with the earth. The Deseret News. 24 лютого 1983. Процитовано 29 листопада 2009.(Earth Festivals wrongly named in source as Earth Rituals)
5. ↑  Book review: First Steps in Faith. The Catholic library world. Catholic Library Association. 41: 256. 1969. ISSN 0008-820X.
6. ↑  Jensen, Derrick (2004). Listening to the land: conversations about nature, culture, and Eros. Chelsea Green Publishing. с. 232. ISBN 978-1-931498-56-2.